# The Sword in the Stone (pel·lícula)
The Sword in the Stone (literalment en català «L'espasa en la pedra») és una pel·lícula d'animació de fantasia i comèdia estatunidenca de 1963, la divuitena produïda per Walt Disney i l'últim llargmetratge abans que aquest morís.
La pel·lícula va aprofitar seqüències d'altres obres de Disney en l'animació i és menys musical que altres estrenes de l'època. La figura d'un orfe de sang noble i el mag-tutor provenen dels contes de fades i la llegenda artúrica proporciona l'argument principal, al qual se superposen episodis inventats com el combat de màgia o episodis de l'entrenament. La crítica va lloar gairebé de forma unànime l'animació, igualment ben rebuda pel públic.

## Argument
A la mort del rei d'Anglaterra sense successor, apareix una espasa incrustada en una pedra amb la promesa que qui la pugui extreure serà el futur monarca. Diversos cavallers ho proven sense èxit.
Mentrestant, un jove orfe, Artur, troba un mag esbojarrat, Merlí, qui es compromet a entrenar-lo (l'entrenament inclou metamorfosis en animals, treballs diversos i ensenyament de la màgia). L'Artur, però, voldria només ser un bon escuder, malgrat ser maldestre i enormement tímid. Quan el seu senyor va a un important torneig, Artur ha de trobar una espasa ràpidament, i, sense pensar, n'arrenca una que troba incrustada en una pedra. El públic del torneig la reconeix i el proclamen rei.
Nerviós per la responsabilitat, crida al seu costat en Merlí, qui es transforma en el seu conseller i el Rei Artús comença el seu regnat de prosperitat.

## Repartiment
- Rickie Sorensen: Arthur «Wart»
- Karl Swenson: Merlin
- Junius Matthews: Archimedes
- Sebastian Cabot: Sire Ector / Narrador
- Norman Alden: Kay
- Alan Napier: Sire Pelinore
- Martha Wentworth: Granny Squirrel / Madam Mim (madame Mim) / Scullery Maid
- Ginny Tyler: Little Girl Squirrel
- Thurl Ravenscroft: Black Bart
- Barbara Jo Allen: Scullery Maid
- Jim MacDonald: Wolf
- Tudor Owen: Knight in Crowd
- Richard Reitherman: Arthur

## Producció
La pel·lícula va néixer amb dubtes, ja que La Bella Dorment no havia obtingut els beneficis econòmics esperats i diversos membres de l'estudi apostaven per fer projectes més modestos. A més a més pensaven que el cicle artúric no era prou universal com a tema de base. El guió original, basat en l'obra homònima de TH White fou retocat diverses vegades per simplificar l'argument, centrat en els desitjos d'Artur d'esdevenir cavaller, a mode de Bildungsroman i sense el rerefons mitològic.